# 统安城之战
统安城之战是西夏与北宋的一次战役。发生在1119年三月。
1119年（夏崇宗元德元年、宋徽宗宣和元年），夏崇宗之弟晋王察哥在统安城（今青海省互助县）击败北宋军的作战。1118年，北宋廓州防御使何灌在割牛城（即后来的统安城）击败西夏军。宋朝陕西河北宣抚使童贯固防统安城、古骨龙城。次年三月，童贯派熙河经略使刘法进取朔方，刘法以为很难获胜，不愿出战，童贯以皇命强迫他出征。三月十三，刘法率军二万到达统安城，察哥率领一万多步骑兵阻击，又派精锐骑兵迂回到宋军之后，从早晨到晚上激战，宋朝前军将杨惟忠和后军将焦安节先后战败，军士死伤惨重。刘法乘夜逃走，第二天早上逃到盖朱峗（今甘肃省兰州市西北）坠崖摔断了腿，被西夏追兵杀害。西夏乘胜攻下统安城，围攻震武军（今青海省互助县）。震武军运粮困难，察哥没有攻取，留下牵制宋军。宋军损失惨重，童贯谎称获胜，数百人受赏。